# جيمس بي. ديفيس
جيمس بي. ديفيس (بالإنجليزية: James B. Davis)‏ هو ضابط أمريكي، ولد في 14 نوفمبر 1935 في نبراسكا في الولايات المتحدة.